# 化学繊維
化学繊維（かがくせんい、chemical fiber）とは、石油などから化学的プロセスにより製造される繊維の総称。人造繊維 (artificial fiber) とも呼ばれる。

## 定義
一般的な繊維の分類では繊維は天然繊維と化学繊維（人造繊維）に分けられる（ASTMインターナショナルの繊維分類表ではnatural fibersとman-made fibersに分類されている）。日本では一般的に人造繊維は化学繊維と同義で扱われており、この場合の化学繊維は「化学処理を施した繊維あるいは化学的手段によって作られた繊維」と定義される。
化学的手段を狭く解釈する場合、ガラス繊維などは人造繊維であるが化学繊維ではないことになる。しかし、一般的な繊維の分類では化学繊維の「化学」は狭義の化学による化学組成の変化だけではなく、溶融など物理化学も含めた化学的手段によって作られた繊維を化学繊維として天然繊維と分けている。
天然繊維と人造繊維（化学繊維）の分類は、繊維の一般的な分類の方法であるが、天然繊維の綿を樹脂で架橋結合したものや、複合繊維のように分類上問題のあるものもある。

## 分類
化学繊維（人造繊維）には無機質繊維（無機繊維）と有機質繊維（有機繊維）がある。

### 有機繊維

#### 合成繊維
合成繊維は低分子の製造原料から合成によりつくられた高分子の組成の化学繊維。
- ポリエステル系合成繊維
- ポリアミド系合成繊維 - ナイロン

など

#### 半合成繊維
半合成繊維は天然高分子化合物を原料に他の物質との化合により多少の化学変化を加えて紡糸したもの。
- セルロース系半合成繊維 - アセテート
- タンパク質系半合成繊維 - プロミックス

など

#### 再生繊維
再生繊維は天然高分子化合物を原料にそれを溶解してから紡糸したもの。
- セルロース系再生繊維 - レーヨン、キュプラ、ポリノジック

など

### 無機繊維
金属繊維（金糸・銀糸）、ガラス繊維、岩石繊維、炭素繊維など。

## JISによる化学繊維の種類
JIS L 0204-2 : 2020「繊維用語（原料部門）－第2部：化学繊維」に記載されている化学繊維には以下のようなものがある（括弧内は英語表記）。
- レーヨン（rayon, viscose）
- ポリノジック（polynosic）
- モダル（modal）
- リヨセル（lyocell）
- キュプラ（cupro）
- アセテート（acetate）
- トリアセテート（triacetate）
- プロテイン繊維（protein fiber）
- プロミックス（promix）
- ビニラール（vinylal）
- ビニロン（vinylon）
- エチレンビニルアルコール繊維（ethylene vinyl alcohol fiber）
- ポリ塩化ビニル（polyvinyl chloride, chlorofiber）
- ビニリデン（polyvinylidene chloride, chlorofiber）
- アクリル（acrylic）
- モダクリル（modacrylic）
- アクリレート（polyacylate）
- ナイロン（nylon, polyamide）
- アラミド（aramid）
- ポリエステル（polyester）
- ポリエチレンテレフタレート（polyethylene terephthalate）
- ポリトリメチレンテレフタレート（polytrimethylene  terephthalate）
- ポリブチレンテレフタレート（polybutylene terephthalate）
- ポリアリレート繊維（polyarylate fiber）
- ポリ乳酸（polylactide）
- ポリエチレン（polyethylene）
- ポリプロピレン（polypropylene）
- ポリウレタン（polyurethane, elastane）
- ふっ素繊維（fluorofiber）
- ポリイミド（polyimide）
- ポリエーテルエステルエラストマー（polyeterester elastomer）
- ポリフェニレンスルフィド（polyphenylene sulfide）
- アルギネート（alginate）
- エラストジェン（elastodiene, rubber）
- エラストオレフィン（elastolefin）
- メラミン繊維（melamine fiber）
- ポリカーボアミド（polycarbamide）
- トリビニル（trivinyl）
- ポリベンゾイミダゾール（polybenzimidazol）
- キチン繊維（chitin fiber）
- 炭素繊維（carbon fiber）
- ガラス繊維（glass fiber）
- 金属繊維（metal fiber）
- セラミック繊維（ceramic fiber）

## 歴史
- 1884年：フランスのイレール・ドゥ・シャルドネ[注釈 1]（fr:Hilaire de Chardonnet）が硝酸セルロース（ニトロセルロース）よりレーヨンを製造、1889年のパリ万国博覧会に「シャルドネの絹」として出品される[4]（ニトロセルロースは1832年発明）。
- 1892年：イギリスのクロス（en:Charles Frederick Cross）とビーバン（en:Edward John Bevan）がビスコースレーヨンを発明、特許を得る[4]。
- 1901年：ドイツのティーレ（Edmund Thiele）がストレッチ紡糸法を発明して銅アンモニアレーヨンの実用化に成功する[5]（銅アンモニアレーヨンは1857年発明）。
- 1918年：ドイツのベンベルグ社（en:J. P. Bemberg）が銅アンモニアレーヨン（キュプラ）の製造を開始する[6]。
- 1938年：デュポン社が1935年にアメリカのウォーレス・カロザースが発明したナイロンの製造を開始する[7]。
- 1941年：イギリスのJ. R.ウィンフィールド（J. R. Whinfield） とJ. T.ディクソン（J. T. Dickson）がポリエステル繊維を発明する[8]。
- 1950年：イギリスのインペリアル・ケミカル・インダストリーズ(ICI)社がポリエステル繊維（商品名：テリレン）の製造を開始する。
- 1950年：デュポン社がアクリル繊維の製造を開始する。
- 1950年：クラレがビニロン（ポバール原料）の工業化を開始する。
- 1953年：アメリカのデュポン社がポリエステル繊維（商品名：ダクロン）の製造を開始する。
- 1959年：炭素繊維が工業化される。（炭素繊維は1860年発明）